# 西河镇 (重庆市)
西河镇，是中华人民共和国重庆市铜梁区下辖的一个乡镇级行政单位。

## 行政区划
西河镇下辖以下地区：
长兴社区、西河村、新四村、龙岭村、大珑村、双永村、兴建村和三善村。